# لیا ایپی
لیا ایپی FBA (زادهٔ ۸ سپتامبر ۱۹۷۹) یک استاد دانشگاه و نویسندهٔ آلبانیایی است. او استاد فلسفه سیاسی در مدرسه اقتصاد لندن است.

## پیشینه و زندگی اولیه
ایپی در تیرانا، بزرگ‌ترین فرزند شافِر ایپی و ویولچا ویلی به دنیا آمد. والدینش در زمان حکومت کمونیستی شهروندان نسبتاً عادی بودند، اما بعداً در دوران کودکی ایپی، پیش از ناآرامی‌های مدنی آلبانی ۱۹۹۷، وارد سیاست دموکراتیک آلبانی شدند. او هم در آلبانی کمونیستی و هم پس از آن بزرگ شد، و تجربهٔ این گذار موضوع اصلی کتابش آزاد: بزرگ شدن در پایان تاریخ (۲۰۲۱) است. خانوادهٔ تاریخی‌اش که مسلمان بودند، تحت حکومت کمونیستی مجبور به پذیرش آتئیسم شدند (ایپی اکنون خود را آتئیست می‌داند). یکی از پدربزرگ‌های پدری او، شافِر ایپی، مدتی کوتاه نخست‌وزیر آلبانی در دههٔ ۱۹۲۰ بود و همچنین در آغاز اشغال ایتالیا ریاست دولت آلبانی را به عهده داشت. پدر بزرگش، که پسر او بود، توسط دولت کمونیستی آلبانی به مدت ۱۵ سال زندانی شد.

## تحصیلات
ایپی در سال ۲۰۰۲ مدرک لاوره در فلسفه از دانشگاه ساپینزای رم دریافت کرد. و در سال ۲۰۰۴ مدرک لاوره در ادبیات از همان دانشگاه دریافت کرد. او در سال ۲۰۰۵ مدرک مستر تحقیقاتی از مؤسسه دانشگاه اروپا دریافت کرد و در سال ۲۰۰۸ دکتری خود را در نظریهٔ سیاسی از همین مؤسسه گرفت، با پایان‌نامه‌ای در زمینهٔ جهانی‌شهروندی دولتی تحت راهنمایی پیتر واگنر. پیش از پیوستن به مدرسه اقتصاد لندن، او یک محقق پژوهشی پسادکتری در کالج نفیلد، آکسفورد بود.
علاوه بر زبان مادری زبان آلبانیایی، ایپی به زبان انگلیسی، زبان ایتالیایی، زبان فرانسوی تسلط دارد و همچنین به زبان آلمانی و زبان اسپانیایی نیز صحبت می‌کند.

## آثار
علایق تحقیقاتی ایپی در نظریهٔ سیاسی هنجاری (از جمله دموکراسی، نظریه‌های عدالت و مسائل مربوط به مهاجرت و حقوق سرزمینی)، تفکر سیاسی عصر روشنگری (ویژه ایمانوئل کانت)، مارکسیسم و نظریه انتقادی، و همچنین تاریخ فکری بالکان، به‌ویژه آلبانی خود است.
کتاب او آزاد: بزرگ شدن در پایان تاریخ برای جایزه ادبی ساموئل جانسون در بخش غیرداستانی و جایزه ادبی کاستا در بخش زندگی‌نامه نامزد شد. این کتاب برندهٔ جایزه اُندااگه، جایزه Slightly Foxed برای اولین زندگی‌نامه شد و به عنوان ساندی تایمز کتاب خاطرهٔ سال و یکی از کتاب‌های سال در رسانه‌هایی چون گاردین، نیویورکر، فایننشال تایمز، مکمل ادبی تایمز، اسپکتیتر، نیو استیتسمن، Washington Post, Foreign Affairs و دیلی میل معرفی شد. در سال ۲۰۲۲، رادیو بی‌بی‌سی ۴ این کتاب را در سری Book of the Week خود به صورت سریالی پخش کرد.

## جوایز و افتخارات
در سال ۲۰۲۲، یپی به عنوان یکی از ده اندیشمند برتر جهان توسط مجله بریتانیایی پراسپکت (مجله) معرفی شد. و به عنوان یکی از مهم‌ترین شخصیت‌های فرهنگی توسط فرانکفورتر آلگماینه زایتونگ شناخته شد. او به عنوان یکی از شش اندیشمند برتر سال ۲۰۲۳ توسط ال پائیس معرفی شد. آثار او به ۳۰ زبان ترجمه شده و جوایز متعددی از جمله جایزه «برایان بری» آکادمی بریتانیا برای برتری در علوم سیاسی و جایزه لوورهلم برای دستاوردهای برجسته تحقیقاتی را دریافت کرده است. او در سال ۲۰۲۰ به آکادمی اروپایی انتخاب شد. و عضو هیئت داوران جایزه یادبود دایر است.
یپی در سال ۲۰۲۴ به عنوان عضو آکادمی بریتانیا انتخاب شد.

## فهرست منابع منتخب
معنای جانبداری (همراه با جاناتان وایت)، انتشارات دانشگاه آکسفورد، ۲۰۱۶.
عدالت جهانی و آژانس سیاسی پیشگامانه، انتشارات دانشگاه آکسفورد، ۲۰۱۲.
کانت و استعمار: دیدگاه‌های تاریخی و انتقادی (ویرایش مشترک با کاترین فلیک‌شو)، انتشارات دانشگاه آکسفورد، ۲۰۱۴.
مهاجرت در نظریه سیاسی: اخلاق حرکت و عضویت (ویرایش مشترک با سارا فاین)، انتشارات دانشگاه آکسفورد، ۲۰۱۶.
آزاد: بلوغ در پایان تاریخ, پنگوئن، ۲۰۲۱.
معماری عقل: غایت‌مندی و وحدت سیستماتیک در نقد عقل محض کانت, انتشارات دانشگاه آکسفورد، ۲۰۲۱.